# Pangkalpinang
Pangkalpinang (též Pangkal Pinang) je město ležící při východním pobřeží ostrova Bangka v západní Indonésii, hlavní město provincie Bangka-Belitung. Většinu obyvatel města tvoří Hakkové pocházející především z Kantonu na jihu Číny.
Město má význam také jako přístav, vyváží se odtud například cín a potravinářské produkty ostrova. Poblíž města se nachází letiště Depati Amir.